# Аль-Асвад аль-Анси
‘Абхала ибн Ка‘б (араб. عبهلة بن كعب‎; ум. 632, Йемен), более известный как аль-Асвад аль-‘Анси (араб. الاسود العنسي‎ — один из «лжепророков» Аравии. Был также известен как Зу-ль-хима́р (араб. ذو الخمار‎).

## Биография
Аль-Асвад происходил из рода мадхидж племени аль-анси. В исламской традиции, он был известен как предсказатель и колдун (кахин). Аль-Асвад был вождём племени анситов, которое жило в западной части Йемена. Он провозгласил себя пророком к концу жизни исламского пророка Мухаммеда, который заболел после своего «прощального паломничества» в Мекку. Аль-Асвад декламировал стихи своего сочинения, утверждая, что это были явленные ему откровения от Бога. В конечном итоге йеменцы признали его пророком.
После того, как аль-Асвад объявил себя пророком, его последователи захватили города Наджран и Сану, установив контроль над всей территорией Йемена. Асвадиты убили и мусульманского правителя Шахра ибн Базана. Аль-Асвад женился на вдове Шахра и объявил себя правителем Йемена.
Сборщики закята, которые были назначены пророком Мухаммадом, были вынуждены покинуть эту область. Через некоторое время мусульмане во главе с персом Файрузом ад-Дайлями выступили против аль-Асвада и разгромили его сторонников. В бою был убит и сам аль-Асвад. Файруз ад-Дайлями отрубил ему голову. Эти события произошли за несколько дней до смерти исламского пророка Мухаммада.